# Charles Tate Regan
Charles Tate Regan (ur. 1 lutego 1878 w Sherborne, zm. 12 stycznia 1943) – angielski ichtiolog; sklasyfikował wiele gatunków ryb. Był uczniem ichtiologa George’a Alberta Boulengera.
Kształcił się w Derby School oraz w latach 1897–1907 w Queens’ College na Uniwersytecie Cambridge. W 1901 rozpoczął pracę w Muzeum Historii Naturalnej w Londynie, gdzie odpowiadał za dział zoologii. Tam też uporządkował według obowiązującej wówczas systematyki zbiory w muzeum.
W 1917 został wybrany na członka Królewskiego Towarzystwa Naukowego. W latach 1927–1938 pracował jako dyrektor Brytyjskiego Muzeum Historii Naturalnej. Był promotorem wielu wybitnych naukowców, m.in. Ethelwynn Trewavas, która kontynuowała jego prace.
Na jego cześć nazwano wiele nowych gatunków ryb:
Anadoras regani — Apistogramma regani — Apogon regani — Astroblepus regani — Callionymus regani — Cetostoma regani — Crenicichla regani — Diaphus regani — Engyprosopon regani — Gambusia regani — Hemipsilichthys regani — Holohalaelurus regani — Hoplichthys regani — Hypostomus regani — Julidochromis regani — Lycozoarces regani — Neosalanx regani — Symphurus regani — Trichomycterus regani — Tylochromis regani — Vieja regani — Zebrias regani